# Vassilis Venizelos

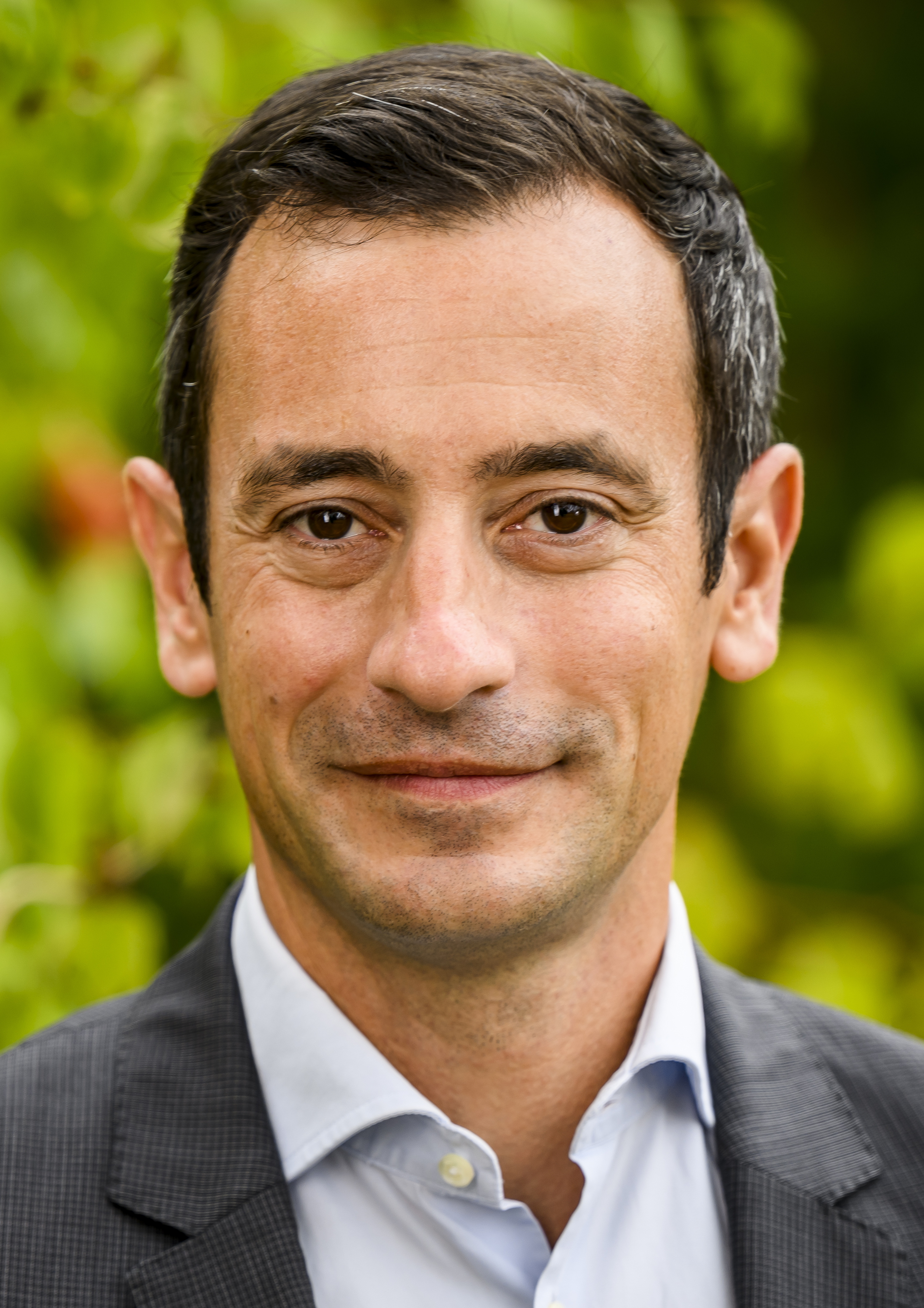
Vassilis Venizelos (2022)

Vassilis Venizelos (* 7. April 1977 in Yverdon; heimatberechtigt ebenda) ist ein Schweizer Politiker (Grüne). Seit 2022 ist er Staatsrat des Kantons Waadt.

## Biografie
Venizelos lebt seit seiner Kindheit an seinem Geburtsort Yverdon. Sein Vater, der aus einer Bauernfamilie in einem Dorf bei Thiva (Griechenland) stammt, kam in den 1960er Jahren in die Schweiz, arbeitete im Hotelgewerbe und später als Arbeiter in der Feinmechanik; seine französisch-belgische Mutter wuchs in Roubaix in Nordfrankreich auf und arbeitet als Pflegehelferin. Er hat eine Schwester.
Er studierte Geografie und Ethnologie an den Universitäten Lausanne und Neuchâtel. Später wurde er stellvertretender Generaldirektor des Stadtplanungsamts des Kantons Genf. In seiner Jugend war er Sänger und später Bassist in einer Funkband, den Cinnamon Funky Market. Er praktizierte ausserdem Kunstturnen und gehörte dem Waadtländer Basketballkader an.
Venizelos ist verheiratet und hat zwei Kinder. Seine Frau, eine Sonderschullehrerin, ist die Tochter von zwei ehemaligen liberal-radikalen Waadtländer Gemeindepräsidenten (der Vater von Prahins, heute Donneloye, die Mutter von Donneloye).

## Politik
Venizelos ist seit 1997, als er 19-jährig war, Mitglied des Gemeinderats (Legislative) von Yverdon und seit 2007 (Wiederwahlen 2012 und 2017) Mitglied des Grossen Rates des Kantons Waadt. Dort war er zehn Jahre lang Fraktionsvorsitzender der Grünen. Er kandidierte 2015 für den Nationalrat, wurde aber nicht gewählt.
Im Oktober 2021 kandidierte er für die Nachfolge von Béatrice Métraux im Staatsrat des Kantons Waadt.  Er setzte sich im darauffolgenden Monat parteiintern gegen den Grossrat Maurice Mischler mit 151 von 174 Stimmen durch. Ausserhalb seines Bezirks kaum bekannt, erreichte er im ersten Wahlgang am 20. März 2022 mit 37,67 % der Stimmen (56'502 Stimmen) den neunten Platz, rund 3'000 Stimmen hinter Michaël Buffat (SVP), Valérie Dittli (Die Mitte) und der amtierenden (und im 2. Wahlgang überraschend abgewählten) Cesla Amarelle (SP). Er wurde am 10. April 2022 im zweiten Wahlgang mit 49,51 % der Stimmen gewählt (fünfter Platz der sechs Gewählten, 81'509 Stimmen).
Er trat sein Amt als Vorsteher des Departements für Jugend, Umwelt und Sicherheit am 1. Juli 2022 an.